# مسعود زائر کاظمینی
مسعود زائر کاظمین (مسعود کاظمینی) فرزند اصغر (زادهٔ ۱۷ آبان ۱۳۷۶) در کاشان بازیکن فوتبال اهل کاشان است که در پست وینگر راست برای باشگاه باشگاه فوتبال تراکتور در لیگ برتر فوتبال ایران بازی می‌کند.